# Odd Nerdrum

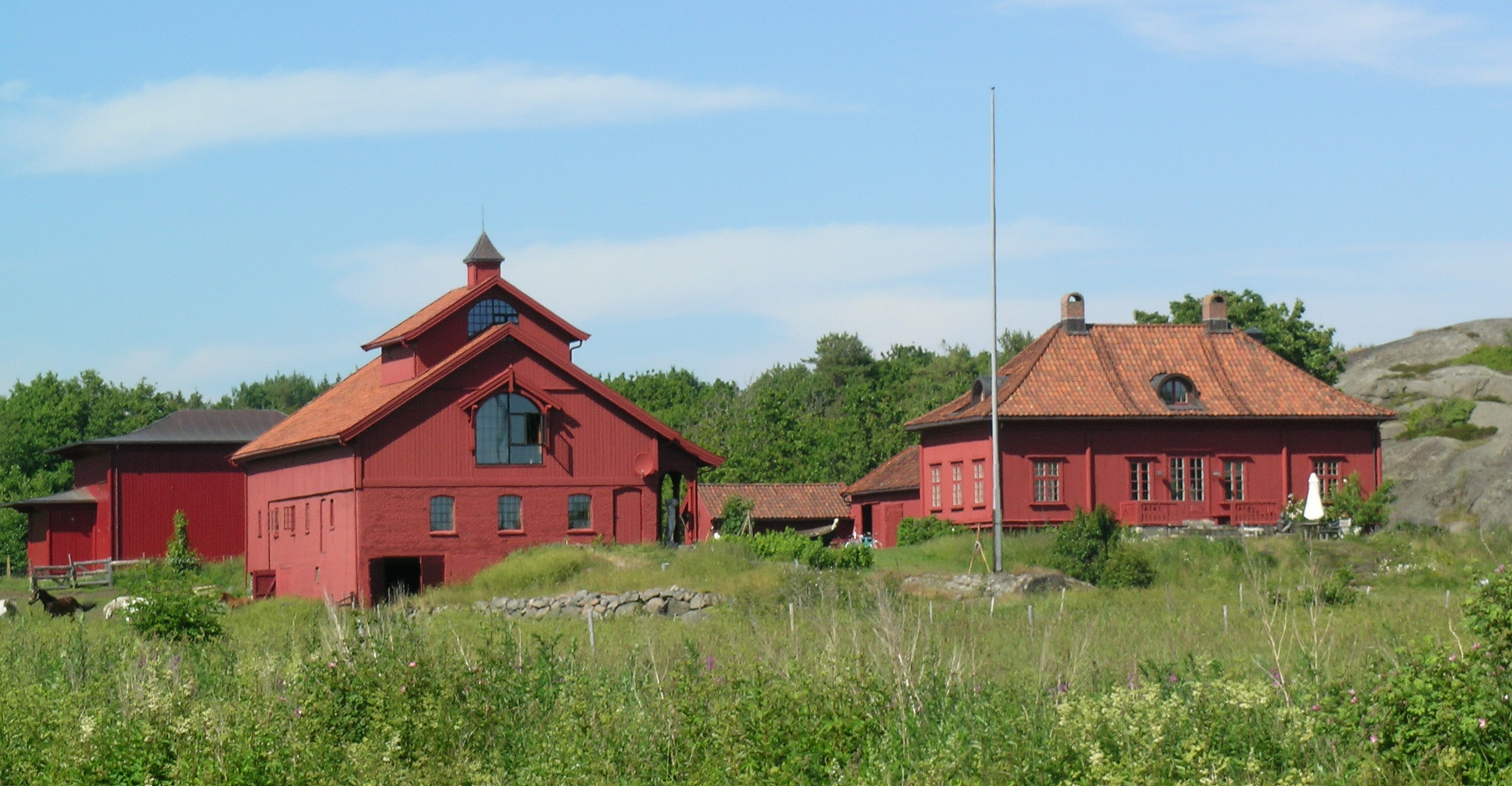
Atelierul lui Odd Nerdrum din Røvika, Larvik

Odd Nerdrum (n. 8 aprilie 1944, Helsingborg, Suedia) este un pictor norvegian.
Nerdrum se autocaracterizează ca fiind un pictor figurativ kitsch, dar poate fi totodată văzut ca un clasicist modern care are drept inspirație arta veche pe care o recreează ca protest față de arta modernă.
Picturile sale cele mai reprezentative sunt probabil Asasinarea lui Andreas Baader din 1977-1978, în care îl prezintă pe terorist drept victimă, și Autoportret în veșmânt auriu (1998), în care s-a autoportretat cu penisul în erecție.
Datorită stilului său de pictură și prin opiniile sale despre artă a creat polemici publice în mai multe rânduri. A avut nenumărate expoziții personale și a cunoscut succesul comercial.
Din 2003 locuiește în Islanda.

## Biografie
S-a născut în orașul Helsingborg, Suedia, unde părinții săi fuseseră trimiși de mișcarea de rezistență din Norvegia (țară care era ocupată de Germania nazistă) pentru a lupta din exteriorul Norvegiei. La sfârșitul războiului, familia s-a întors în Norvegia. Mama lui, Lillemor, a plecat după scurt timp la New York să studieze la Fashion Institute of Technology. Acest lucru l-a făcut pe Odd să se simtă nedorit, un sentiment pe care zice că l-a simțit până târziu de tot, când era deja de mult adult. În 1950 părinții au divorțat, Lillemor urmând să aibă grijă singură de doi copii, Odd și un frate mai mic. La moartea tatălui, Johan, Odd a fost rugat să nu participe la înmormântare, aflând ulterior că de fapt Johan nici măcar nu era tatăl său biologic, el fiind de fapt fiul arhitectului David Sandved.
Nerdrum a început școala în 1951 la școala Steiner (ale cărei pedagogie este bazată pe ideile antropozofice ale lui Rudolf Steiner), unde l-a avut pe Jens Bjørneboe ca profesor de desen.
Când studia la Institutul de Arte Plastice din Oslo, a devenit tot mai dezamăgit de locul preponderent pe care îl avea arta modernă în planul de învățământ al institutului, și a început să învețe singur stilul de pictură neobaroc, imitându-i în special pe Caravaggio și Rembrandt. De aceea a intrat în conflict atât cu colegii săi cât și cu profesorii. După doi ani, s-a retras. Ulterior a studiat cu Joseph Beuys la Kunstakademie Düsseldorf.
Prima expoziție personală a avut-o la vârsta de 23 de ani, în 1967, la Oslo.
Anul 1981 a marcat un punct important de reper în ceea ce privește schimbarea direcției pentru Nerdrum. De la imagini sentimentalizate (precum, Refugiați pe mare din 1979-1980), Nerdrum a trecut la un stil care descrie realitatea neînfrumusețată. Zori de zi, o pictură a unei femei într-o pădure, văzută din spate, defecând, este probabil cea mai reprezentativă din acel an. Fiecare pictură nu mai înfâțișează o multitudine de figuri, ca înainte, iar natura moartă este reprezentată de obiecte individuale, de exemplu o cărămidă sau o bucată de pâine. Persoanele din picturi poartă veșminte care nu pot fi ușor conectate cu o anumită perioadă istorică: poartă blăni, piei, șepci de piele etc.
Metoda de lucru pe care o folosește Nerdrum este una tradițională: își pisează și amestecă singur pigmenții, își întinde pânzele singur sau cu ajutorul asistenților (nu folosește pânze gata întinse), lucrează cu modele vii, care deseori sunt membri de familie sau el însuși.
Lucrările sale sunt prezente într-o serie de muzee cunoscute din lume: Hirshhorn Museum and Sculpture Garden din Washington, DC, The Metropolitan Museum of Art din New York, NY, Nasjonalgalleriet din Oslo, Norvegia, The New Orleans Museum, The Portland Art Museum, The Museum of Contemporary Art San Diego, The Walker Art Center din Minneapolis. Personalități, precum David Bowie, au cumpărat lucrări ale lui.
Nerdrum suferă de Sindromul Tourette.

## Expoziții personale
- Kunstnerforbundet 1967-70-73 Oslo-76-84
- Galleri 27 Oslo 1972
- The Bedford Way Gallery 1982
- Martina Hamilton Gallery 1984
- Delaware Art Museum Wilmington 1985
- The Museum of Contemporary Art, Chicago IL 1988
- Lemberg Gallery Birmingham 1991 MI
- Gothenburg art Museum Suedia 1991
- Bergen Art Museum Norway 1992
- Edward Thorp Gallery New-York 1992
- New Orleans Museum of Art 1994
- Forum Gallery, New-York 1996
- Frye Art Museum, Seattle, 1997
- Astrup Fearnley Museum, Oslo, 1998
- Kunsthal Rotterdam, Olanda 1999
- Amos Andersson Museum, Finlanda 1999
- Young Classic, Harry Bergman Gallery, Alands Art museum 2000 Finlanda
- Forum Gallery, New-York and Los Angeles 2002
- Forum Gallery, New-York and Los Angeles 2004
- Forum Gallery, Los Angeles 2006
- Forum Gallery, New-York ianuarie 2007
- Forum Gallery, New-York mai 2007